# Phomopsis cunninghamii
Phomopsis cunninghamii är en svampart som beskrevs av Syd. 1924. Phomopsis cunninghamii ingår i släktet Phomopsis och familjen Diaporthaceae.   Inga underarter finns listade i Catalogue of Life.